# Madison County, Nebraska
Madison County är ett administrativt område i delstaten Nebraska, USA, med 34 876 invånare. Den administrativa huvudorten (county seat) är Madison.

## Geografi
Enligt United States Census Bureau har countyt en total area på 1 489 km². 1 483 km² av den arean är land och 6 km² är vatten.

### Angränsande countyn
- Stanton County, Nebraska - öst
- Platte County, Nebraska - söder
- Boone County, Nebraska - sydväst
- Antelope County, Nebraska - nordväst
- Pierce County, Nebraska - nord